# Bệnh xương dễ gãy
Bệnh xương dễ gãy (hay còn gọi là bệnh giòn xương, bệnh tạo xương bất toàn, bệnh xương thủy tinh, tên khoa học của bệnh là Osteogenesis Imperfecta - OI) là một nhóm bệnh lý bao gồm nhiều thể lâm sàng và có đặc điểm di truyền. Đặc trưng của bệnh là sự tổn thương thành phần collagen type I của mô liên kết gây nên bệnh cảnh lâm sàng không những ở xương mà còn ở da, dây chằng, củng mạc mắt và răng như: gãy xương tự phát, biến dạng xương, lùn, bất thường của răng (tạo răng bất toàn), giảm thính lực. Căn bệnh này chủ yếu là do di truyền bởi gen trội hoặc lặn từ phía bố hoặc mẹ.
Đây là một bệnh bẩm sinh, trẻ bị mắc bệnh có tỷ trọng xương giảm. Trong những trường hợp nặng, bệnh biểu hiện ngay khi chào đời khiến trẻ sơ sinh bị gãy nhiều xương. Phần lớn trẻ bị bệnh chết sau khi sinh một thời gian ngắn. Bệnh có thể biểu hiện muộn ở những trường hợp nhẹ hơn làm ảnh hưởng tới sự phát triển của khối cơ làm giảm sức bền cơ.
Người ta đã biết 6 thể khuyết tật tạo xương, hầu hết là di truyền trội trên nhiễm sắc thể thường. Thể bệnh mới này là khuyết tật tạo xương thể VII di truyền lặn trên nhiễm sắc thể thường. Cho đến nay vẫn chưa có phương pháp điều trị đặc hiệu cho bệnh nhân.